# Comté de Bibb (Géorgie)
Pour les articles homonymes, voir Comté de Bibb.
Le comté de Bibb est l'un des comtés de l'État de Géorgie. Le chef-lieu du comté se situe à Macon.

## Démographie
| 1830  | 1840  | 1850   | 1860   | 1870   | 1880   |
| ----- | ----- | ------ | ------ | ------ | ------ |
| 7 154 | 9 802 | 12 699 | 16 291 | 21 255 | 27 147 |

| 1890   | 1900   | 1910   | 1920   | 1930   | 1940   |
| ------ | ------ | ------ | ------ | ------ | ------ |
| 42 370 | 50 473 | 56 646 | 71 304 | 77 042 | 83 783 |

| 1950    | 1960    | 1970    | 1980    | 1990    | 2000    |
| ------- | ------- | ------- | ------- | ------- | ------- |
| 114 079 | 141 249 | 143 418 | 150 256 | 149 967 | 153 887 |

| 2010    | - | - | - | - | - |
| ------- | - | - | - | - | - |
| 155 547 | - | - | - | - | - |